# ロベルト・ロベルティ
ロベルト・ロベルティ（Roberto Roberti, 1879年8月5日 - 1959年1月9日）は、イタリアの映画監督、俳優、脚本家である本名ヴィンチェンゾ・レオーネ（Vincenzo Leone）、ロベルト・レオーネ・ロベルティ（Roberto Leone Roberti）ともクレジットされた。日本では『フラ・ディアボロ』公開時に「レオーネ・ロベルト・ロベルティ」と紹介された。

## 人物・来歴
1879年（明治12年）8月5日、カンパニア州アヴェッリーノ県トレッラ・デイ・ロンバルディに生まれる。
1911年（明治44年）、アクイラ・フィルム製作、アルベルト・カルロ・ロッリ監督、アキーレ・コンサルヴィ主演の短篇映画 La bufera に出演したのが、もっとも古い映画への出演記録である。翌1912年（大正元年）、ビーチェ・ヴァレリアン主演、アントニエッタ・カルデラリやアキーレ・コンサルヴィ、自らも出演する短篇映画 La contessa Lara を演出して、映画監督としてデビューしている。1917年（大正6年）まで同社で短篇を量産するが、1918年（大正7年）、同社を離れ、イタラを経てカエサル・フィルムに移籍する。同年以降、フランチェスカ・ベルティーニ主演作を連作し、1920年（大正9年）には彼女の製作会社ベルティーニ・フィルム製作、カエサル・フィルム配給作品を手がける。1925年（大正14年）、同社を離れる。
満49歳となり、ローマ在住時の1929年（昭和4年）1月3日、妻で元女優のビーチェ・ヴァレリアンとの間に、のちに映画監督となる子息・セルジオ・レオーネが誕生する。1930年（昭和5年）、リナ・デ・リグオロ主演の Assunta Spina を監督したのをもって映画界から一時離れる。1939年（昭和14年）、ロベルティにとって初のトーキー、カルロ・ロマーノ主演の Il socio invisibile を監督、1941年（昭和16年）に2本目のトーキーアルマンド・ファルコーニ主演の La bocca sulla strada を監督し、ふたたび映画界を離れる。第二次世界大戦後の1952年（昭和27年）、満73歳でアルド・シルヴァーニ主演の Il folle di Marechiaro を監督して11年ぶりに復帰するが、同作以降に監督作はなく、引退となる。
1959年（昭和34年）1月9日、出身地のカンパニア州アヴェッリーノ県トレッラ・デイ・ロンバルディで死去した。満79歳没。

## フィルモグラフィ
特筆以外すべて監督作である。日本語題の不明なものが多い。

### 1910年代
- La bufera : 監督アルベルト・カルロ・ロッリ、主演アキーレ・コンサルヴィ、1911年 - 出演（初出演作）
- Un sogno! : 監督不明、主演アントニエッタ・カルデラリ、1912年 - 出演
- La contessa Lara : 主演ビーチェ・ヴァレリアン、1912年 - 監督・出演（初監督作）
- La torre dell'espiazione : 主演アントニエッタ・カルデラリ、1913年 - 監督・出演
- La prigione d'acciaio : 主演アントニエッタ・カルデラリ、1913年 - 監督・出演
- Il suicida N. 359 : 主演アントニエッタ・カルデラリ、1913年 - 監督・出演
- Il fuoco della redenzione : 主演アントニエッタ・カルデラリ、1913年 - 監督・出演
- La Folgore : 主演アントニエッタ・カルデラリ、1913年 - 監督・出演
- All'ombra della corona : 監督・出演アキーレ・コンサルヴィ、主演アントニエッタ・カルデラリ、1913年 - 出演
- Sua Maestà il sangue : 主演アントニエッタ・カルデラリ、1913年 - 監督・出演
- La palla di cristallo : 主演アントニエッタ・カルデラリ、1913年 - 監督・出演
- La regina dell'oro : 監督・出演アキーレ・コンサルヴィ、主演アントニエッタ・カルデラリ、1913年 - 出演
- Un colpo di pugnale : 監督・出演アキーレ・コンサルヴィ、主演アントニエッタ・カルデラリ、1913年 - 出演
- L'ultima vittima : 主演アントニエッタ・カルデラリ、1913年 - 監督・出演
- L'assassina del Ponte S. Martin : 主演アントニエッタ・カルデラリ、1913年 - 監督・出演
- La vampira indiana : 主演アントニエッタ・カルデラリ、1913年 - 監督・出演
- La iena dell'oro : 主演アントニエッタ・カルデラリ、1913年 - 監督・出演
- Il barcaiolo del Danubio : 主演ビーチェ・ヴァレリアン、1914年 - 監督・出演
- L'istrione : 主演アントニエッタ・カルデラリ、1914年 - 監督・出演
- La principessina di Bedford : 主演ビーチェ・ヴァレリアン、1914年
- Il bandito di Port-Aven : 主演ビーチェ・ヴァレリアン、1914年 - 監督・出演
- Il dramma del colle di Guis : 主演ビーチェ・ヴァレリアン、1914年
- Teodora : 主演ビーチェ・ヴァレリアン、1914年 - 監督・出演
- Il martirio di Juccy : 1914年
- La piccola detective : 主演ビーチェ・ヴァレリアン、1915年 - 監督・出演
- Medusa : 主演不明、1915年
- La pellegrina della terra : 1915年
- La donna dei sogni : 主演ジェアンネ・ノリ、1916年 - 監督・出演
- La fiaccola eterna : 主演リナ・シモーニ、1916年
- Passa l'amore : 1916年 - 監督・脚本
- La peccatrice : 主演ジェアンネ・ノリ、1916年
- La madre : 主演リナ・シモーニ、1916年 - 監督・脚本
- Tenebre : 主演リナ・シモーニ、1916年 - 監督・脚本
- La fiamma bianca : 主演ジェアンネ・ノリ、1916年 - 監督・出演
- La vampa : 監督アキーレ・コンサルヴィ、主演アントニエッタ・カルデラリ、1916年 - 出演
- Meteora : 主演ジェアンネ・ノリ、1916年 - 監督・脚本
- Voragine : 主演ジェアンネ・ノリ、1917年 - 監督・出演
- La preda : 主演ジェアンネ・ノリ、1917年 - 監督・出演
- La dominatrice : 主演アントニエッタ・カルデラリ、1917年 - 監督・出演
- La cavalcata dei sogni : 主演ビーチェ・ヴァレリアン、1917年 - 監督・出演
- Chimera : 主演アントニエッタ・カルデラリ、1917年 - 監督・出演（最終出演作）
- La piccola fonte : 主演オルガ・ベネッチ、1917年
- Eugenia Grandet : 主演フランチェスカ・ベルティーニ、1918年
- Maciste poliziotto : 主演バルトロメオ・パガーノ、1918年
- Marion : 主演フランチェスカ・ベルティーニ、1919年
- Il conquistatore del mondo : 主演フランチェスカ・ベルティーニ、1919年
- La corsa al trono : 1919年
- Dora o Le spie : 主演ヴェラ・ヴェルガーニ、1919年
- Anima allegra : 主演フランチェスカ・ベルティーニ、1919年
- 『運命の波濤』 La contessa Sara : 主演フランチェスカ・ベルティーニ、1919年

### 1920年代
- Ultimo sogno : 主演フランチェスカ・ベルティーニ、1920年
- 『毒蛇』[4] La serpe : 主演フランチェスカ・ベルティーニ、1920年
- La ferita : 主演フランチェスカ・ベルティーニ、1920年
- Amore di donna : 主演フランチェスカ・ベルティーニ、1920年
- 『燃ゆる血潮』 La principessa Giorgio : 主演フランチェスカ・ベルティーニ、1920年
- La paura di amare : 主演ヴェラ・ヴェルガーニ、1920年
- Lisa Fleuron : 主演フランチェスカ・ベルティーニ、1920年
- L'ombra : 主演フランチェスカ・ベルティーニ、1920年
- La sfinge : 主演フランチェスカ・ベルティーニ、1920年
- Marion, artista di caffè-concerto : 主演フランチェスカ・ベルティーニ、1920年
- Maddalena Ferat : 共同監督フェボ・マリ、主演フランチェスカ・ベルティーニ、1920年
- La fanciulla d'Amalfi : 主演フランチェスカ・ベルティーニ、1921年
- La blessure : 主演フランチェスカ・ベルティーニ、1922年
- La donna nuda : 主演フランチェスカ・ベルティーニ、1922年
- La giovinezza del diavolo : 主演フランチェスカ・ベルティーニ、1925年 - 「ロベルト・レオーネ・ロベルティ」名義で監督
- Fior di levante : 主演フランチェスカ・ベルティーニ、1925年
- Consuelita : 主演フランチェスカ・ベルティーニ、1925年
- 『フラ・ディアボロ』 Fra' Diavolo : 共同監督マリオ・ガルジウルロ、主演グスターヴォ・セレーナ、1925年 - 「ロベルト・レオーネ・ロベルティ」名義で監督
- Napoli che canta : 主演テクラ・スカラーノ、ドキュメンタリー映画、1926年

### 1930年代以降
- Assunta Spina : 主演リナ・デ・リグオロ、1930年 - 「ロベルト・レオーネ・ロベルティ」名義で監督
- Il socio invisibile : 主演カルロ・ロマーノ、1939年 - 監督・脚本
- La bocca sulla strada : 主演アルマンド・ファルコーニ、1941年
- Il folle di Marechiaro : 主演アルド・シルヴァーニ、1952年 - 監督（最終監督作）

## 関連事項
- ビーチェ・ヴァレリアン [5]
- ヴェラ・ヴェルガーニ （it:Vera Vergani）
- テクラ・スカラーノ （en:Tecla Scarano）
- アルマンド・ファルコーニ （it:Armando Falconi）
- アルド・シルヴァーニ （en:Aldo Silvani）

## 註
1. 1 2 3 4 5 6 7 8 9 10 11 12 13 14  Roberto Roberti, Internet Movie Database （英語）, 2010年7月9日閲覧。
2. ↑  レオーネ・ロベルト・ロベルティ、キネマ旬報映画データベース、2010年7月9日閲覧。
3. ↑  Sergio Leone - IMDb（英語）, 2010年7月9日閲覧。
4. ↑  毒蛇、キネマ旬報映画データベース、2010年7月9日閲覧。
5. ↑  Bice Valerian - IMDb（英語）, 2010年7月9日閲覧。